# 広瀬館村
広瀬館村（ひろせたちむら）は、かつて富山県西礪波郡にあった村。

## 沿革
- 1889年（明治22年）4月1日 - 町村制の施行により、礪波郡広瀬舘村、祖谷村、小坂村、青柴新村及び南谷新村の区域をもって、礪波郡広瀬舘村が発足する。
- 1896年（明治29年）3月29日 - 郡制の施行のため、礪波郡が分割して、西礪波郡が発足により、西礪波郡に所属となる。
- 1934年（昭和9年）10月30日 - 2階建ての村役場が竣工[3]。
- 1952年（昭和27年）5月1日 - 西礪波郡福光町、石黒村、西太美村、広瀬村、広瀬館村、太美山村、東太美村、吉江村、東礪波郡北山田村及び山田村が合併して、西礪波郡福光町が発足する。